# Maksim Wiengierow
Maksim Aleksandrowicz Wiengierow, ros. Максим Александрович Венгеров (ur. 20 sierpnia 1974 w Nowosybirsku) – izraelski skrzypek urodzony w Rosyjskiej Federacyjnej Socjalistycznej Republice Radzieckiej, dyrygent i pedagog muzyczny, ambasador dobrej woli UNICEF.

## Życiorys
Urodził się 20 sierpnia 1974 w Nowosybirsku w rodzinie z muzycznymi tradycjami. Gdy miał 5 lat zaczął uczyć się gry na skrzypcach u Galiny Turczaninowej, a dwa lata później – u Zachara Brona. Jako 10-latek (w 1984 r.) Maksim Wiengierow wyjechał po raz pierwszy za granicę – do Polski, gdzie zdobył I nagrodę na Międzynarodowym Konkursie Młodych Skrzypków im. Karola Lipińskiego i Henryka Wieniawskiego w Lublinie. W 1990 r. potwierdził swój talent zwycięstwem na Międzynarodowym Konkursie im. Carla Flescha w Londynie. W tym czasie studiował u Zachara Brona w Londynie i w Lubece. Rozpoczął też publiczne występy – solowe i z orkiestrami – w czołowych europejskich salach koncertowych, wzbudzając zainteresowanie wytwórni płytowych (zarejestrował blisko 100 utworów bądź cykli) oraz czasopism muzycznych. Przyniosło mu to nagrody za nagrania i tytuły „artysty roku”, m.in. miesięcznika „Grammophone” oraz nominacje i laur Grammy, nagrodę Edisona – za najlepsze nagranie II Koncertu Szostakowicza oraz doroczną premię „Echo Klassik – 2003” Telewizji Niemieckiej – za recital, m.in. utworów Jana Sebastiana Bacha.
Duży wpływ na rozwój artystyczny Maksima Wiengierowa miały jego kontakty m.in. z Mstisławem Rostropowiczem, Danielem Barenboimem, Vagiem Papianem i debiuty z orkiestrami, jak Concertgebouw w Amsterdamie, BBC Philharmonic i Chicago Symphony. Odbył 2-letnie studia nad skrzypcami barokowymi i repertuarem tej epoki. Artysta nie ogranicza się tylko do skrzypiec; jego uwagę przyciągnęła też altówka, potem sztuka improwizacji jazzowej, taniec i wreszcie dyrygentura. Od najwcześniejszych lat gra na instrumentach Stradivariusa, ostatnio na „Ex-Kreutzer Stradivari” z 1727 r. Od 2005 r. jest profesorem Królewskiej Akademii Muzycznej w Londynie. W 1997 r. został ambasadorem dobrej woli UNICEF. Angażuje się odtąd w spotkania i występy dla dzieci, m.in. w Ugandzie, Tajlandii i Kosowie.
Maksim Wiengierow koncertował z orkiestrami Sinfonia Varsovia, Sinfonietta Cracovia i Filharmonii Bałtyckiej. W październiku 2006, na zakończenie XIII Międzynarodowego Konkursu Skrzypcowego im. Henryka Wieniawskiego, wystąpił w Poznaniu z orkiestrą Sinfonia Varsovia pod dyrekcją Andrzeja Boreyki, a w czerwcu 2009 przyjął stanowisko przewodniczącego jury 14. edycji tego konkursu, który odbył się w październiku 2011 roku. W październiku 2012 roku w Poznaniu podpisał kontrakt przewodniczącego jury XV Międzynarodowego Konkursu Skrzypcowego im. H. Wieniawskiego w 2016 roku.

## Nagrody
- Artysta roku – miesięcznik Grammophone
- Nagroda Grammy
- Nagroda Edisona – za najlepsze nagranie II Koncertu Szostakowicza oraz *Premiera Echo Klassik – 2003